# Kamienica Frykówka w Pszczynie

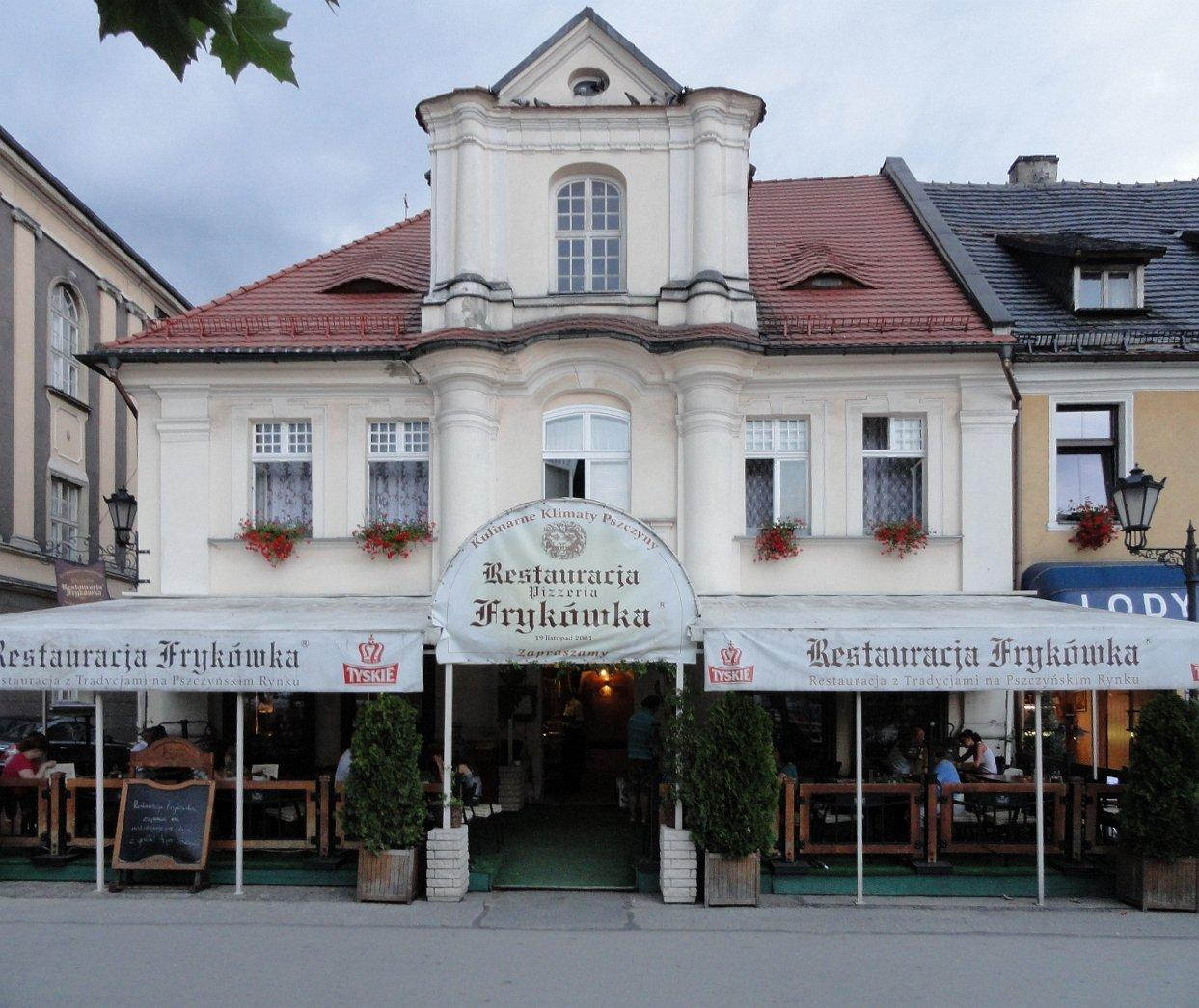
Kamienica Frykówka w Pszczynie

Kamienica Frykówka w Pszczynie – barokowa kamienica w północnej pierzei Rynku w Pszczynie (Rynek nr 3). Poprzez uliczkę Ratuszową sąsiaduje z miejskim ratuszem.
 Budynek wpisany jest do rejestru zabytków pod nr rej.: A/952/2022 z 14.12.1965
Narożna kamienica została zbudowana w czasie odbudowy miasta po pożarze z 1748 r. Murowany, podpiwniczony, piętrowy, dwutraktowy budynek został wzniesiony na rzucie litery "L". Elewacja frontowa z mansardą i trójkątnym szczytem, pięcioosiowa, akcentowana po bokach pilastrami, a w części środkowej masywnymi półkolumnami na kamiennych cokołach, które podtrzymują wygięte ku górze belkowanie. Pomiędzy półkolumnami znajduje się portal zamknięty półkoliście, z kluczem w kształcie esownicy, zwieńczony wygiętym gzymsem. Nad nim pozorna balustrada. Okna prostokątne w uszatych obramieniach z kluczami. Wspomniane półkolumny przechodzą wyżej, flankując wraz z pilastrami wspomnianą mansardę. Elewacja boczna (od strony ul. Ratuszowej) sześcioosiowa, rozczłonkowana pilastrami. Dach trójspadowy. We wnętrzu zachowały się oryginalne sklepienia: kolebkowe w piwnicach i niektórych pomieszczeniach parteru oraz kolebkowo-krzyżowe z lunetami w sieni i na górnej kondygnacji, a także drzwi ze starym zamkiem i okuciami.
W kamienicy pierwotnie mieściła się winiarnia "U Frickego". Obecnie znajduje się w niej stylowa restauracja oraz sklep delikatesy.